# Филиппинский пятнистый олень
Филиппинский пятнистый олень (лат. Rusa alfredi) — крупное млекопитающее семейства оленевых, близкий родственник замбара. Эндемик Западных Висайских островов, входящих в Филиппины, вымирающий вид, фактически сохранился только на островах Негрос и Панай, общая популяция составляет не более 2500 взрослых особей.

## Таксономия
В отдельный вид Cervus alfredi был выделен только в 1983 году, до этого считался региональной разновидностью замбара. В 2004 году в результате филогенетических исследований перемещён из рода Cervus в род Rusa.